# Unité aérienne de la police royale malaisienne

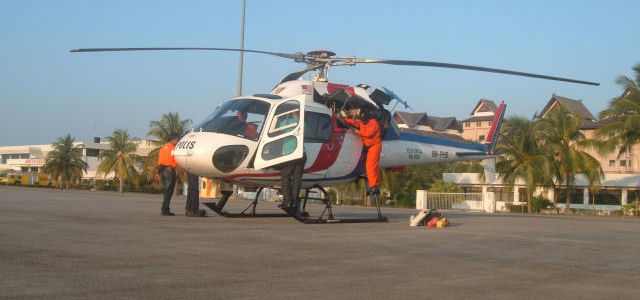
Un AS-355N appartenant à l'unité

L'unité aérienne de la police royale malaisienne (en malaisien: Pasukan Gerakan Udara PDRM (PGU)) est une unité spéciale de la police royale de Malaisie. Ils veillent à la sécurité nationale en effectuant des patrouilles aériennes et aident d'autres agences de sécurité nationale.

## Historique
L'unité a été officiellement créée le 1er février 1979.
L'aéroport de Simpang (en) était la principale base d'opérations de l'unité aérienne dans la péninsule, à l'exception de la base d'entraînement de l'aéroport d'Ipoh, à Perak. L'unité aérienne opère également à partir de deux autres bases, notamment à l'aéroport international de Kuching au Sarawak et à l'aéroport international de Kota Kinabalu à Sabah.
Le 19 mars 2018, sa nouvelle base aérienne péninsulaire a été inaugurée à l'aéroport de Subang, à Selangor. La nouvelle base aérienne est située à l'extrémité sud de la piste.

## Missions

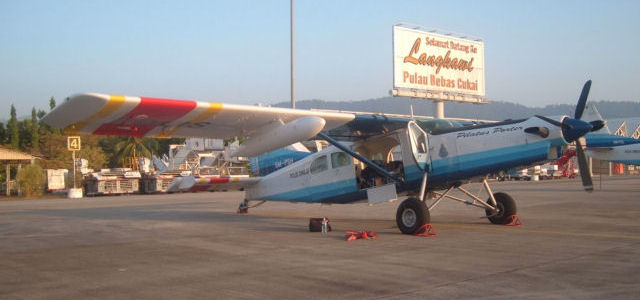
Un Pilatus PC-6 utilisé pour effectuer des patrouilles aériennes

Le rôle de l'unité est d'assurer la surveillance aérienne de la côte est et de l'arrière-pays, en recherchant les activités des pirates, la contrebande et d'autres activités criminelles. En dehors de cela, l'unité est également responsable de répondre aux appels d’aide d’autres branches de la police en les soutenant depuis les airs.
Cette unité est également responsable du transport des officiers supérieurs de la police. Actuellement, elle possède 6 hélicoptères, 6 Caravan, 5 PC-6 et 3 Cessna U20G.

## Liste des commandants de l'unité
| Nom de l'officier                                           | Dates                         | Notes                                              |
| ----------------------------------------------------------- | ----------------------------- | -------------------------------------------------- |
| Commissaire de police adjoint Mohd Noor Jamari              | 1er mai 1978 – 16 juin 1988   | Premier commandant de l'unité                      |
| Commissaire de police adjoint Larry Chung Yun Joo           | 17 juin 1988 – 28 mai 1990    |                                                    |
| Commissaire de police adjoint Ali Hanafiah Hashim           | 29 mai 1990 – 15 mars 1995    |                                                    |
| Commissaire de police adjoint Syed Hussein Syed Mohd        | 16 mars 1995 – 5 juillet 2002 |                                                    |
| Commissaire de police adjoint Abdul Rahman Hashim           | 6 juillet 2002 – 2007         |                                                    |
| Commissaire de police adjoint Dato' Chuah Ghee Lye          | 2007 – 31 décembre 2010       | Actuellement officier de police en chef de Malacca |
| Commissaire de police adjoint Dato' Kamarulzaman Bin Md Jan | 1er janvier 2011 – présent    |                                                    |

## Appareils
Les aéronefs utilisés par l'unité comprennent: 
| Appareil                    | Type                                       | Version                                            | En service | Notes |
| --------------------------- | ------------------------------------------ | -------------------------------------------------- | ---------- | --- |
| Cessna 172 Skyhawk          | Aéronef utilitaire                         | Cessna Skyhawk 172S                                | 4          | Abandonnés |
| Cessna 206                  | Aéronef de transport                       | Cessna U206G Stationair                            | 3          | Abandonnés |
| Pilatus PC-6 Porter         | Aéronef léger de transport                 | Pilatus PC-6/B2-H4 Turbo Porter                    | 6          | 9M-PSE, 9M-PSF, 9M-PSG, 9M-PSH, 9M-PSI, 9M-PSK 9M-PSJ crash le 17/5/1989 à Kuala Lumpur, provoquant 6 morts.                                     |
| Cessna 208 Caravan          | Aéronef de transport                       | Cessna 208 Caravan                                 | 6          | 9M-PSL, 9M-PSM, 9M-PSN, 9M-PSO, 9M-PSP, 9M-PSQ                                                                                                   |
| Beechcraft Super King Air   | Surveillance aérienne / Avion de transport | Beechcraft Super King Air 350i                     | 5          | 9M-PTA, 9M-PTB, 9M-PTC, 9M-PTD, 9M-PTE |
| Eurocopter AS355 Écureuil 2 | Hélicoptère utilitaire                     | AS355 F2 (2 initialement) AS355 N (9 initialement) | 8          | 9M-PHG, s'est écrasé le 7 juillet 2010 près de Telaga Air, Sarawak 9M-PHD, s'est écrasé le 31 décembre 2014 à Kpg Rambai, Tanah Merah, Kelantan. |
| AgustaWestland AW139        | Hélicoptère de police                      | AW139                                              | 6          | 9M-PMB, 9M-PMC |